# Silniční most ve Zlivi
Barokní silniční most je nepoužívaný kamenný most přes bývalé koryto Bezdrevského potoka (dnes už jen jezírko) na původní silnici ze Zlivi do Pištína na katastrálním území Zliv u Českých Budějovic. Můstek se sochou svatého Jana Nepomuckého byl v roce 1963 zapsán do Ústředního seznamu kulturních památek České republiky.

## Historie
Kamenný most byl postaven v 18. století, podle datace na podstavci sochy se klade vznik mostu do roku 1724. Po vybudování nového silničního mostu neslouží svému účelu. V roce 2019 byl zrestaurován most a socha světce.

## Popis
Barokní most z lomového kamene má dva eliptické oblouky s horní mostovkou. Severovýchodní oblouk má světlost 4,82 m, druhý má světlost 5,0 m. Most je dlouhý 17,2 m, široký 5,72 m a užitná šířka je 4, 70 m. Středový pilíř je na návodní straně předsazen a opatřen břitem. Na mostě jsou parapetní zídky vysoké 96 až 115 cm. Uprostřed mostu na volutovém podstavci (na povodní straně) stojí socha svatého Jana Nepomuckého. Podstavec je hranolový bohatě členěný, s trnoží, římsou, hlavicí a volutami. Je posazen na vyzděném základu širokém 1,79 m. Rozměry podstavce jsou 51 × 39 cm s výškou 1,74 m. V jeho přední části je vytesán v rámu šestiřádkový chronogram: Ode všeho krupobití chraň nás Jene Nepomucký s datací 1724. Podstavec je ukončen deskou s rozměry 1,45 × 0,95 × 0,17 m. Na ní stojí socha světce 1,59 m vysoká, s vlevo skloněnou hlavou s biretem, s krucifixem přes levé předloktí a ratolestí, v obvyklém úboru.